# Konstantin Ivanovič Hladký
Konstantin Ivanovič Hladký (původně Konstantin Ivanovič Gladkij, 7. září 1895 Kriukove – 24. ledna 1945 Breslau) byl matematik, středoškolský pedagog a odbojář ruského původu popravený nacisty.

## Život
Konstantin Ivanovič Hladký se narodil 7. září 1895 v Kriukove u Poltavy v rodině Ivana Ivanoviče a Varvary Alexandrovny Gladkých. V roce 1915 odmaturoval na reálce v Charkově, následně studoval na vysoké škole v Leningradu. V roce 1920 jeho rodina emigrovala ze sovětského Ruska do Srbska, kde krátký čas pracoval jako železničář, a dále v roce 1921 do Prahy. V roce 1923 se Konstantin Ivanovič Hladký oženil s Boženou Taťjanou Kováříkovou. V roce 1927 promoval na Karlově univerzitě z matematické analýzy a algebry a experimentální fyziky. Jako matematik pracoval ve Škodových závodech. Od roku 1932 působil jako středoškolský profesor matematiky a fyziky na Reálném gymnáziu v Užhorodu a od roku 1937 na Státním reálném gymnáziu v Brně na Poříčí. Po německé okupaci v březnu 1939 vstoupil do protinacistického odboje jako zakladatel odbojové organizace Lípa, která byla jihomoravskou částí Přípravného revolučního národního výboru. Skupina se zaměřovala na podporu rodin zatčených odbojářů, shromažďování výzbroje pro případné protiněmecké povstání a jejím hlavním působištěm byla brněnská Zbrojovka. Společně s manželkou byl zatčen gestapem v noci na 13. dubna 1944. Dne 10. října 1944 byl přemístěn do Breslau, kde byl 16. prosince téhož roku odsouzen k trestu smrti a 24. ledna 1945 popraven. Jeho manželka byla v říjnu 1944 převezena do koncentračního tábora Ravensbrück, v závěru druhé světové války přežila pětidenní pochod smrti a 3. května 1945 se dočkala osvobození Rudou armádou. Po válce působila jako překladatelka a učitelka jazyků.

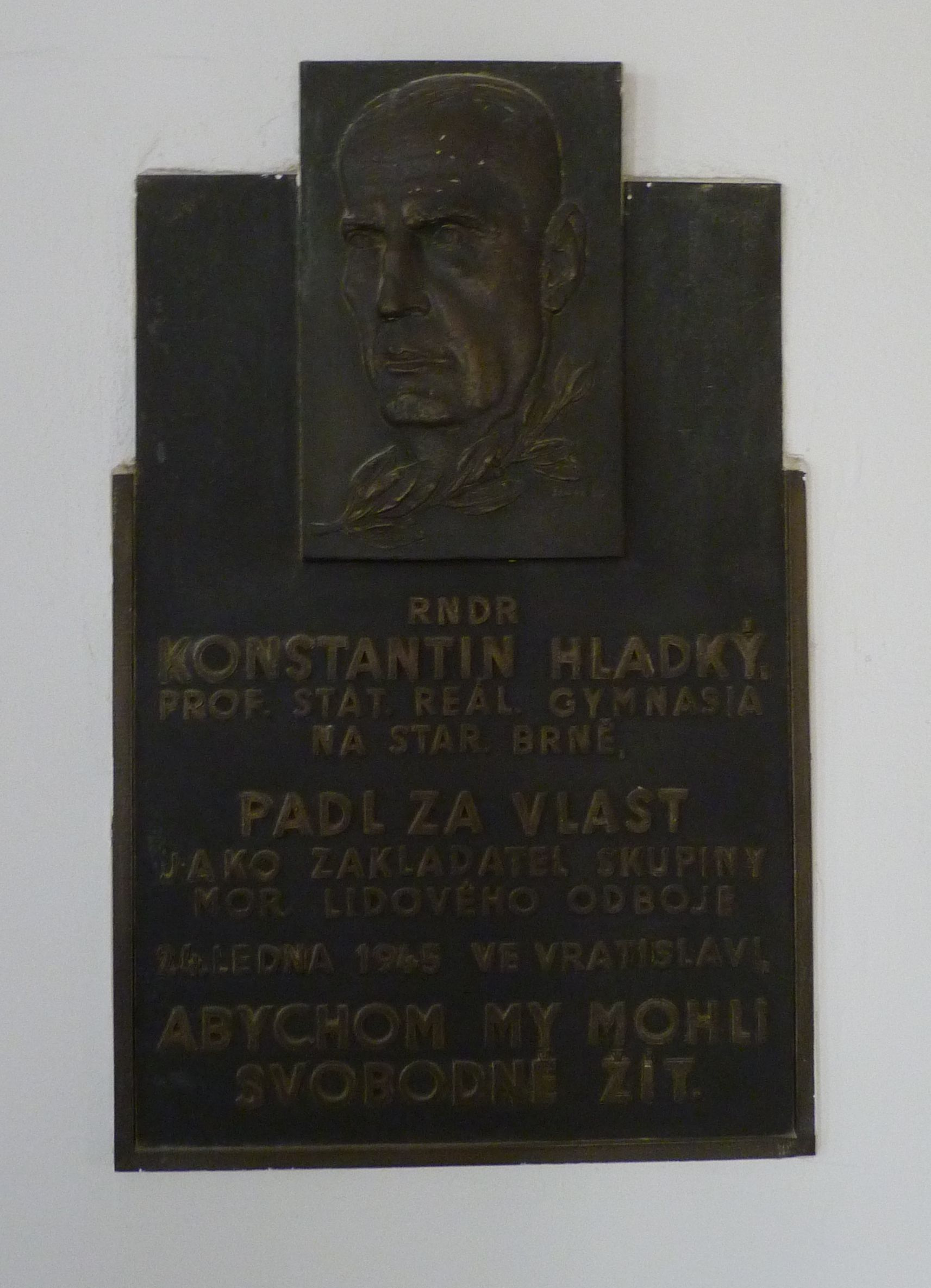
Pamětní deska Konstantina Hladkého v budově Pedagogické fakulty Masarykovy univerzity na Poříčí 31

## Posmrtná ocenění
- Konstantinu Ivanoviči Hladkému byla v roce 1946 v budově Státního reálného gymnázia v Brně na Poříčí čp. 31, kde dnes sídlí Pedagogická fakulta Masarykovy univerzity, odhalena pamětní deska[2]
- Konstantinu Ivanoviči Hladkému byl v roce 1951 in memoriam udělen Pamětní odznak druhého národního odboje